# Thales Alenia Space

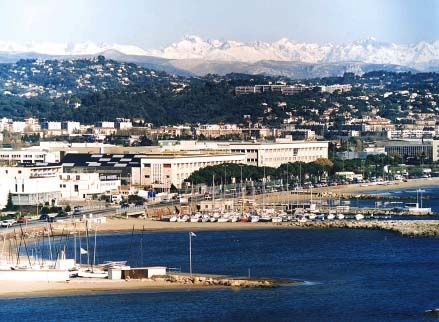
Штаб Талес Аления Спейс в приморском здании космического центра (Канны, Манделье)

Thales Alenia Space — (рус. Талес Аления Спейс) это франко-итальянский производитель аэрокосмической продукции, сформированный после того, как Thales Group приобрела у Alcatel участие в двух совместных предприятиях: первое — Alcatel и Finmeccanica, второе — Alcatel Alenia Space и Telespazio. Компания является крупнейшим в Европе производителем спутников.

## История
Alcatel Alenia Space было создано 1 июня 2005 года путем слияния компаний Alcatel Space и Alenia Spazio. Доли владения в компании распределились между Alcatel-Lucent (67%) и Finmeccanica (33%).
Создание компании произошло одновременно с созданием холдинга Telespazio. Это было тоже объединение Finmeccanica и бизнеса Alcatel (Telespazio и Alcatel's Space Services and Operations,  соответственно).
По состоянию на 5 апреля 2006 г. компания Alcatel решила продать свою долю Alcatel Alenia Space (и 33% доля Telespazio) в пользу Thales Group.
Европейский Союз одобрил эту финансовую операцию 10 апреля 2007 года.

## Деятельность
Компания построила Многоцелевые модули снабжения, которые использовались для транспортировки грузов с помощью космических челноков. Она также построила несколько модулей для Международной космической станции: модули Купол, Коламбус, Гармония, Спокойствие и Леонардо. Также компания строит герметичные модули для Сегмента Аксиом, Автоматического грузового корабля ЕКА и космического корабля Cygnus.
С 1980-х годов Thales Alenia Space разрабатывает и производит семейство спутниковых платформ Spacebus и спутники на базе этой платформы. Аппараты на базе Spacebus используются различными спутниковыми операторами во всём мире.
В середине 1990-х США прекратили выдачу экспортных лицензий компаниям, позволяющих американским предприятиям запускать свою продукцию в космос на китайских ракета-носителях. США опасались, что это помогло бы китайской народно-освободительной армии. Чтобы не нарушать этих ограничений, Thales Alenia Space построила спутник Chinasat-6B вообще без комплектующих из Соединенных Штатов. В итоге спутник был выведен на орбиту китайской ракетой-носителем, при этом не были нарушены американские ограничения ITAR. Запуск был произведён 5 июля 2007 на ракете Чанчжэн-3B.
Полезная нагрузка производства Thales Alenia Space устанавливается на практически всех, существующих в мире, спутниковых платформах. С 1990-х годов TAS поставляет полезную нагрузку для многих аппаратов ведущего российского производителя спутников «Информационные спутниковые системы» и тесно сотрудничает со спутниковым оператором «Газпро́м косми́ческие систе́мы», для которого поставляла как полезную нагрузку спутников «Ямал», так и целые космические аппараты.

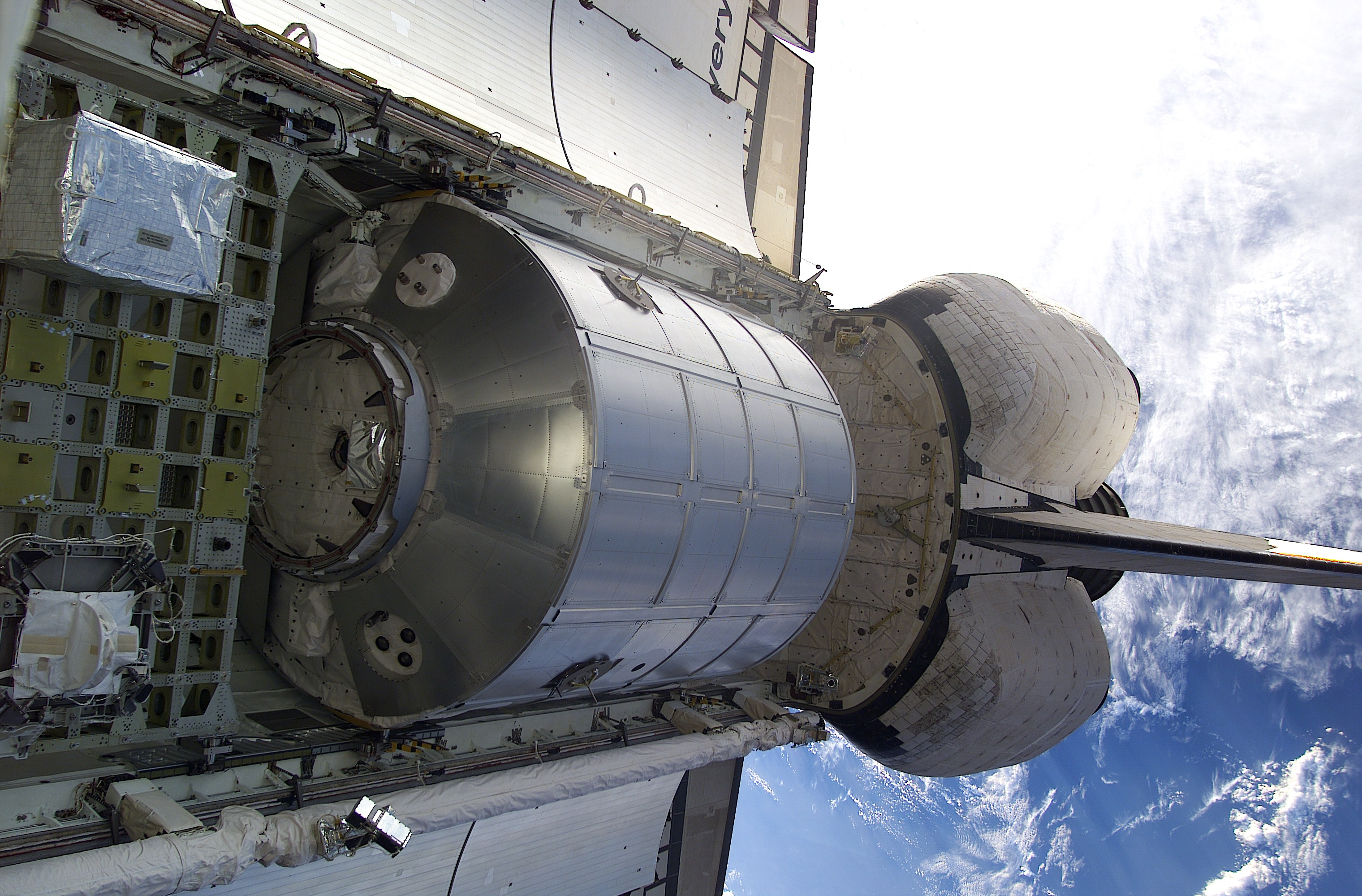
Многоцелевой грузовой модуль внутри шаттла Discovery
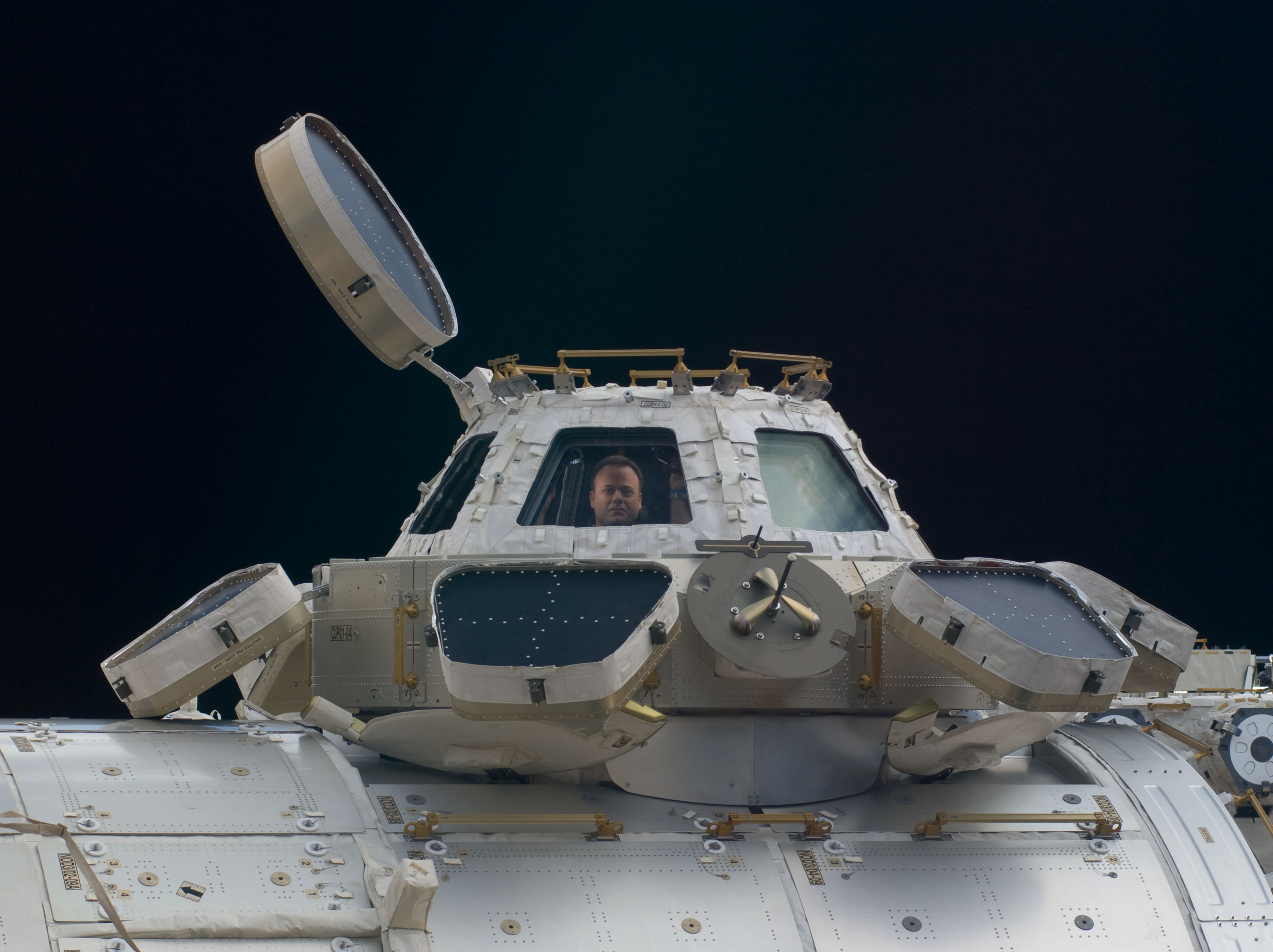
Модуль Купол
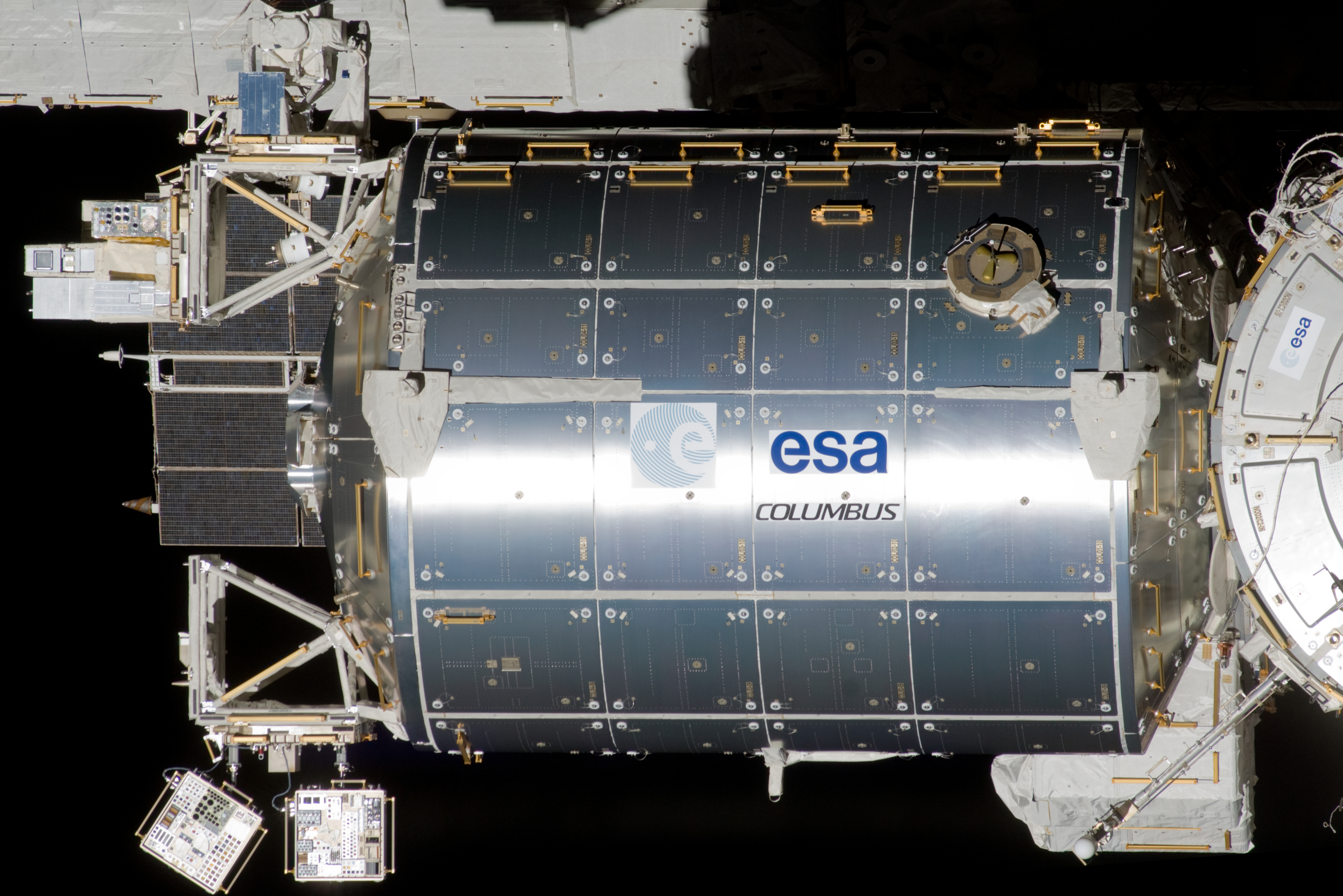
Модуль Колумбус
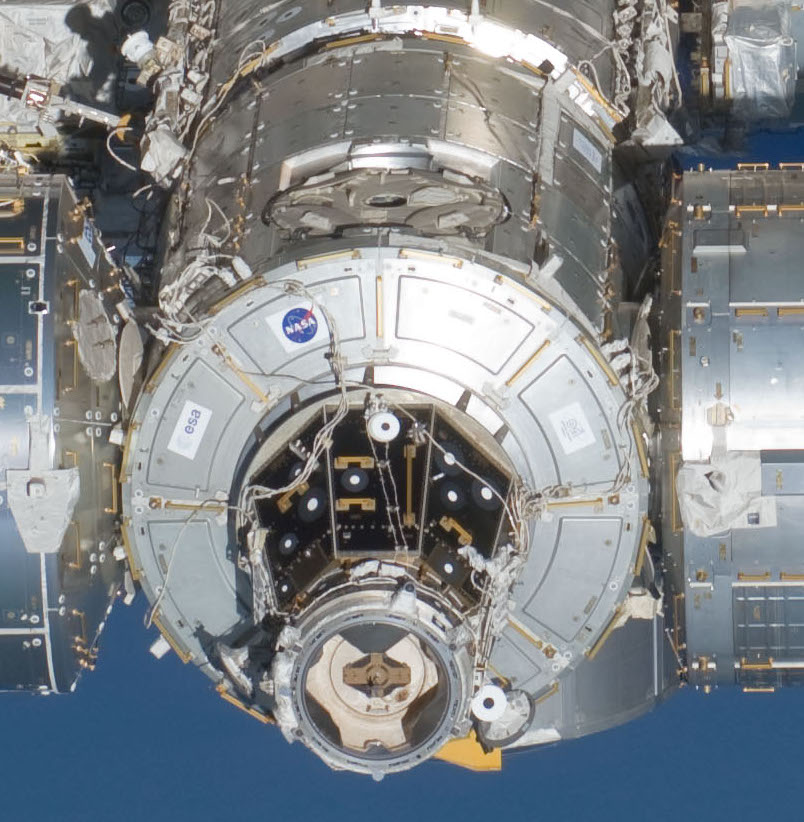
Модуль гармония
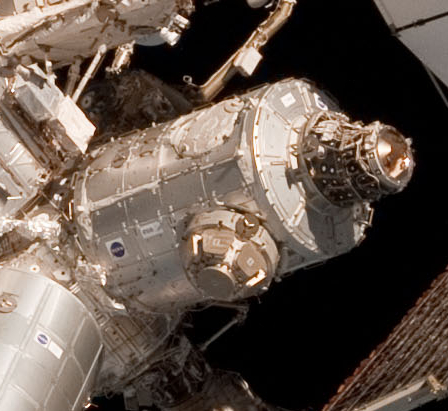
Модуль Спокойствие
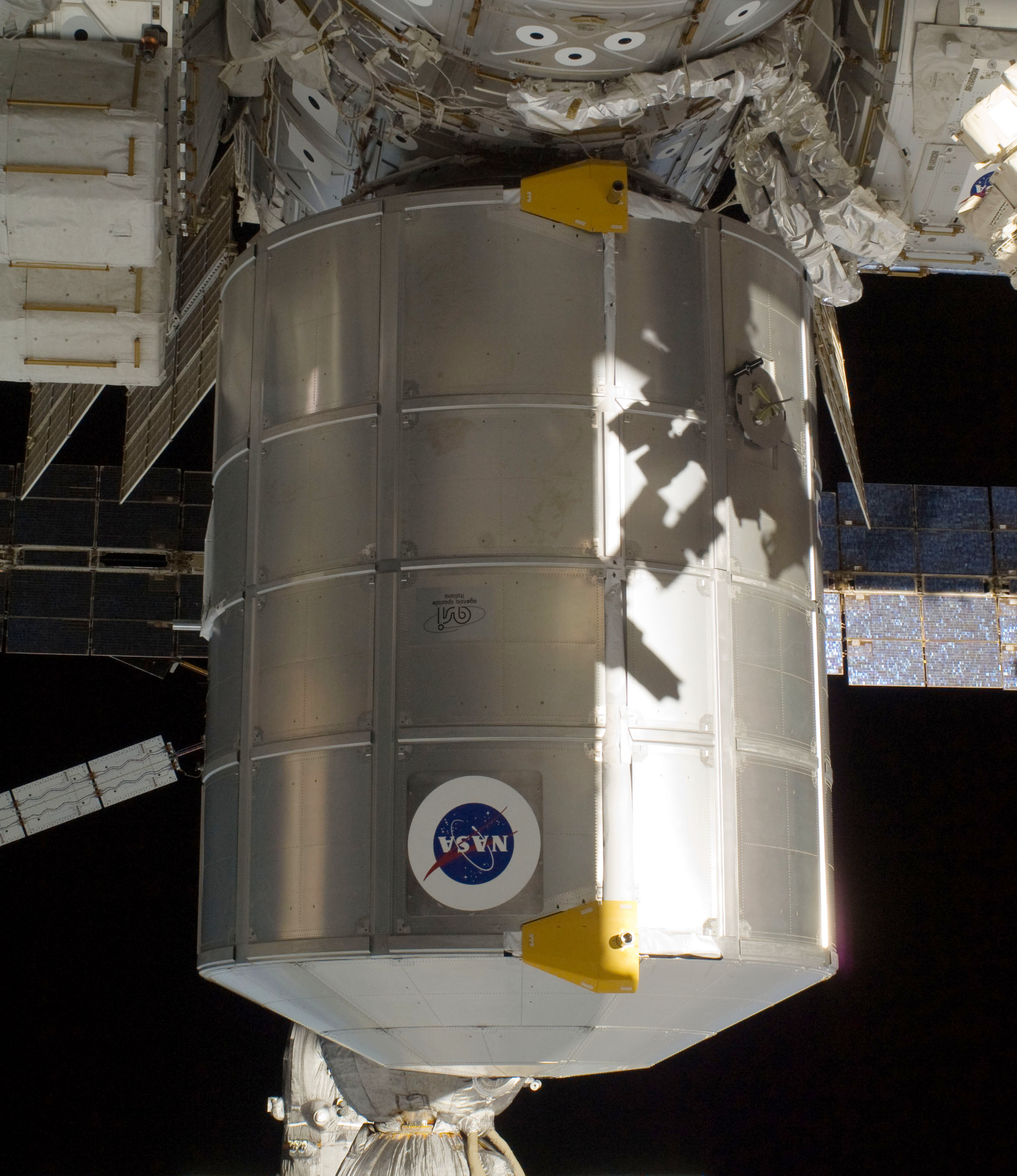
Модуль Леонардо
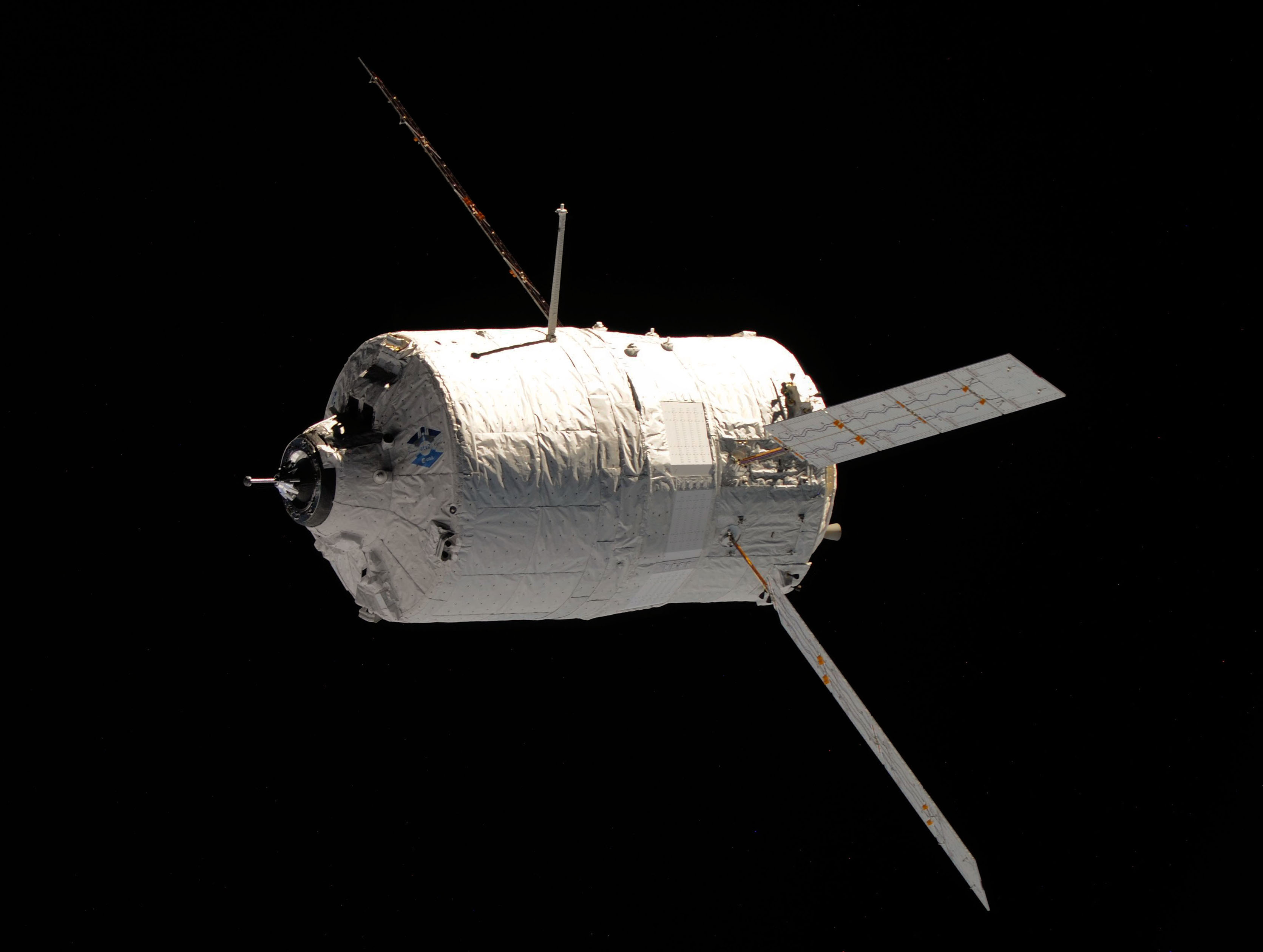
Автоматический грузовой корабль (ЕКА)
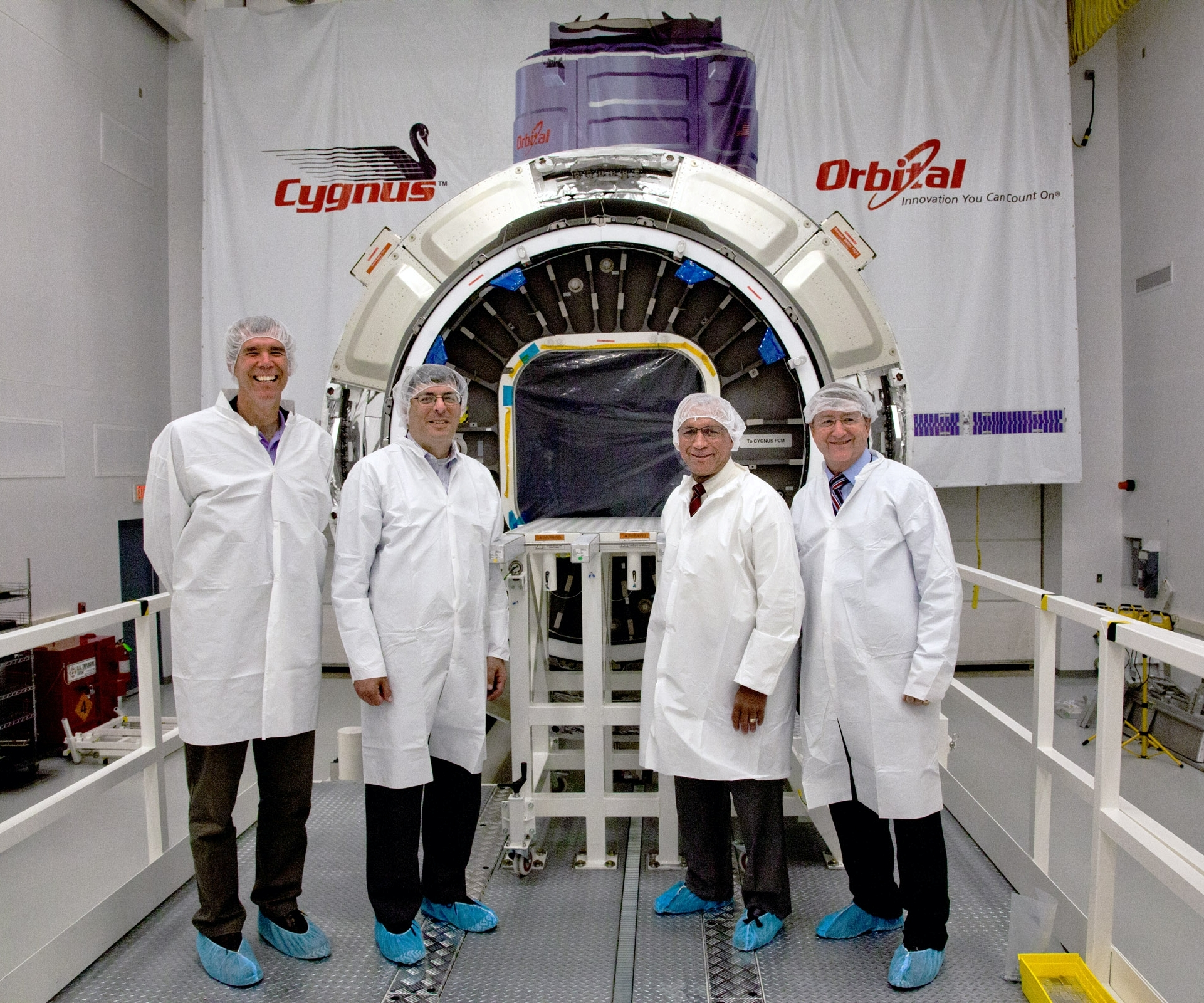
Герметичный модуль космического корабля Cygnus
Изображение спутника SES-17, построенного на платформе Spacebus NEO

## Месторасположение
В 2015 году объединенная ракетно-Космическая корпорация Thales Alenia Space имела 7500 сотрудников, а с 2013 года она имеет в 14 производственных площадок, расположенных в семи странах (Франция, Италия, Испания, Бельгия, Великобритания, Германия и США):
- Канны, Франция, хостинг и штаб-квартира в Cannes Mandelieu Space Center
- Л'Акуила, Италия
- Коломб, Франция
- Флоренция, Италия
- Милан, Италия
- Рим (Saccomuro), Италия
- Рим (Тибуртина), Италия
- Турин, Италия
- Тулуза, Франция
- Шарлеруа, Бельгия
- Мадрид (Трес-Кантос), Испания
- Штутгарт (Дитцинген), Германия
- Купертино, США
- Харуэлл, Великобритания
- Бристоль, Соединенное Королевство
- Варшава, Польша

## Исполнительный Совет
Нынешний генеральный директор Жан-Лоик Галл заменил с сентября 2012 года предыдущего Reynald Seznec.

## Внешние ссылки
- Официальный сайт